# San Miguel Epejan
San Miguel Epejan es una localidad del estado mexicano de Michoacán. Es parte del municipio de Panindícuaro.

## Toponimia
El nombre «San Miguel» hace referencia al santo patrono de la localidad: Miguel Arcángel. El nombre «Epejan» proviene del purépecha.

## Demografía
| Gráfica de evolución demográfica |
|                                  |

| Censo | Población |
| ----- | --------- |
| 1900  | 558       |
| 1910  | 543       |
| 1921  | 582       |
| 1930  | 738       |
| 1940  | 883       |
| 1950  | 1164      |
| 1960  | 1189      |
| 1970  | 1490      |
| 1980  | 1576      |
| 1990  | 1584      |
| 2000  | 1497      |
| 2010  | 1358      |
| 2020  | 1258      |